# Sluck
Sluck (rusky i bělorusky Слуцк, polsky Słuck) je město v Minské oblasti v Bělorusku. 1. 1. 2024 mělo 60 056 obyvatel.

## Poloha
Sluck leží na řece Sluči, přítoku Pripjati v povodí Dněpru. Od Minsku, hlavního města Běloruska, je Sluck vzdálen přibližně 105 kilometrů. Nejbližší jiné město v okolí je Salihorsk přibližně 26 kilometrů jižně.

## Dějiny
První zmínka o Slucku je z roku 1116. Od roku 1160 byl Sluck hlavním městem samostatného Sluckého knížectví, od 14. století až do dělení Polska 1793 patřl do Velkoknížeství litevského, resp. do Republiky obou národů. Ve Slucku byla už od 16. století židovská kolonie, která koncem 19. století tvořila asi tři čtvrtiny obyvatelstva města. Do roku 1917 patřil Sluck do Minské gubernie a roku 1918 byl dobyt Němci. V tomtéž roce zde byl založen Běloruský národní výbor, vedený Paulem Žaurydem a v roce 1920 vzniklo Slucké povstání, které v následujícím roce sovětská armáda porazila. Sluck se tak stal součástí sovětského Běloruska.
Za druhé světové války byl Sluck obsazen 26. června 1941 německou armádou a dobyt zpět 1. Běloruským frontem Rudé armády v rámci Minské ofenzívy 30. června 1944. Mezitím ovšem došlo v říjnu 1941 ke Sluckému pogromu, při kterém byly zavražděny tisíce zdejších Židů, čímž fakticky zanikl charakter Slucku jako štetlu.

### Galerie

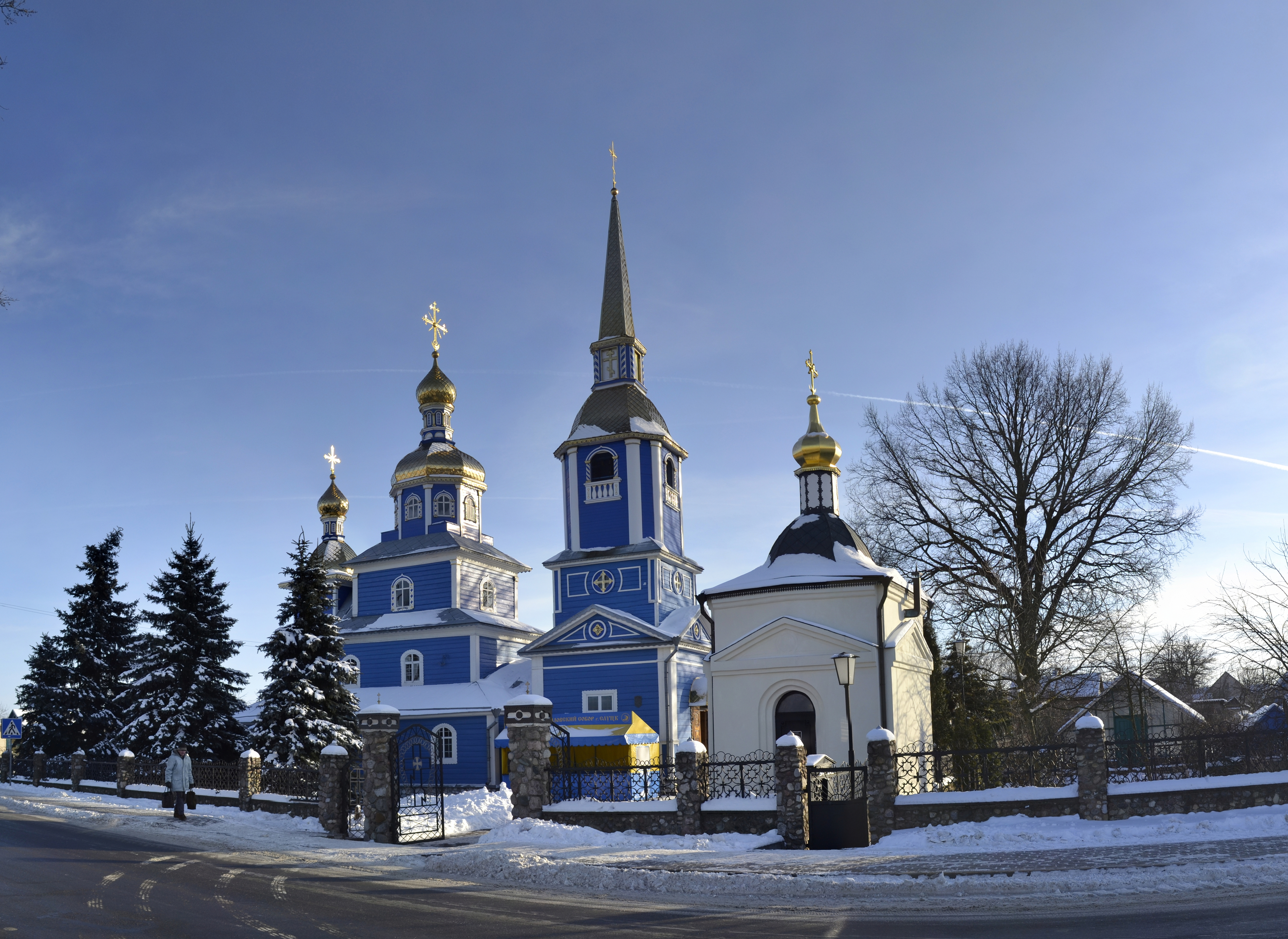
Dřevěný kostel sv. Michaela (po 1750)
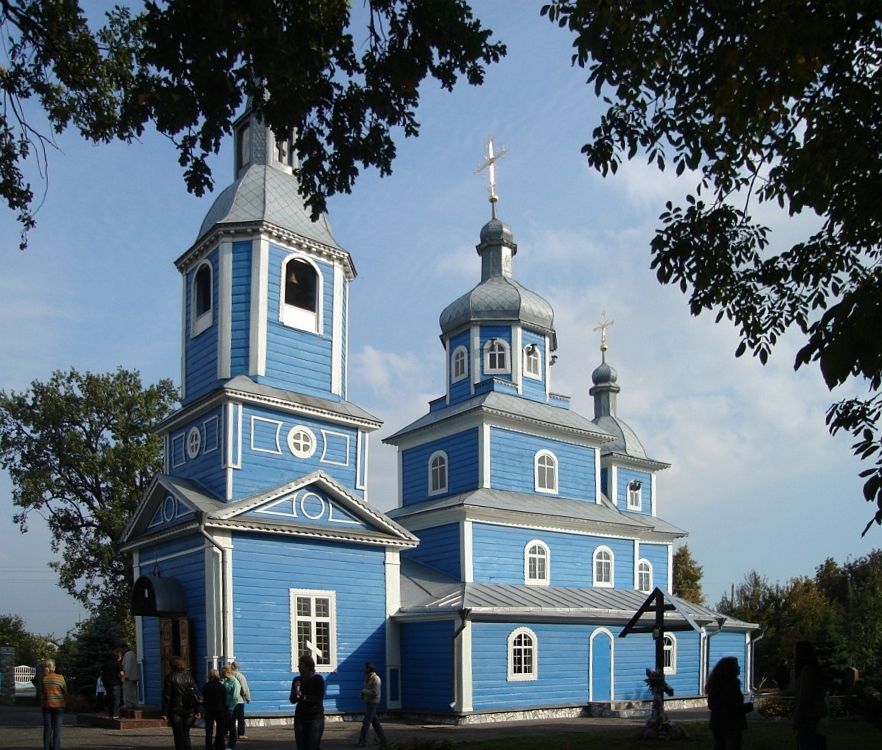
Dřevěný kostel sv. Michaela
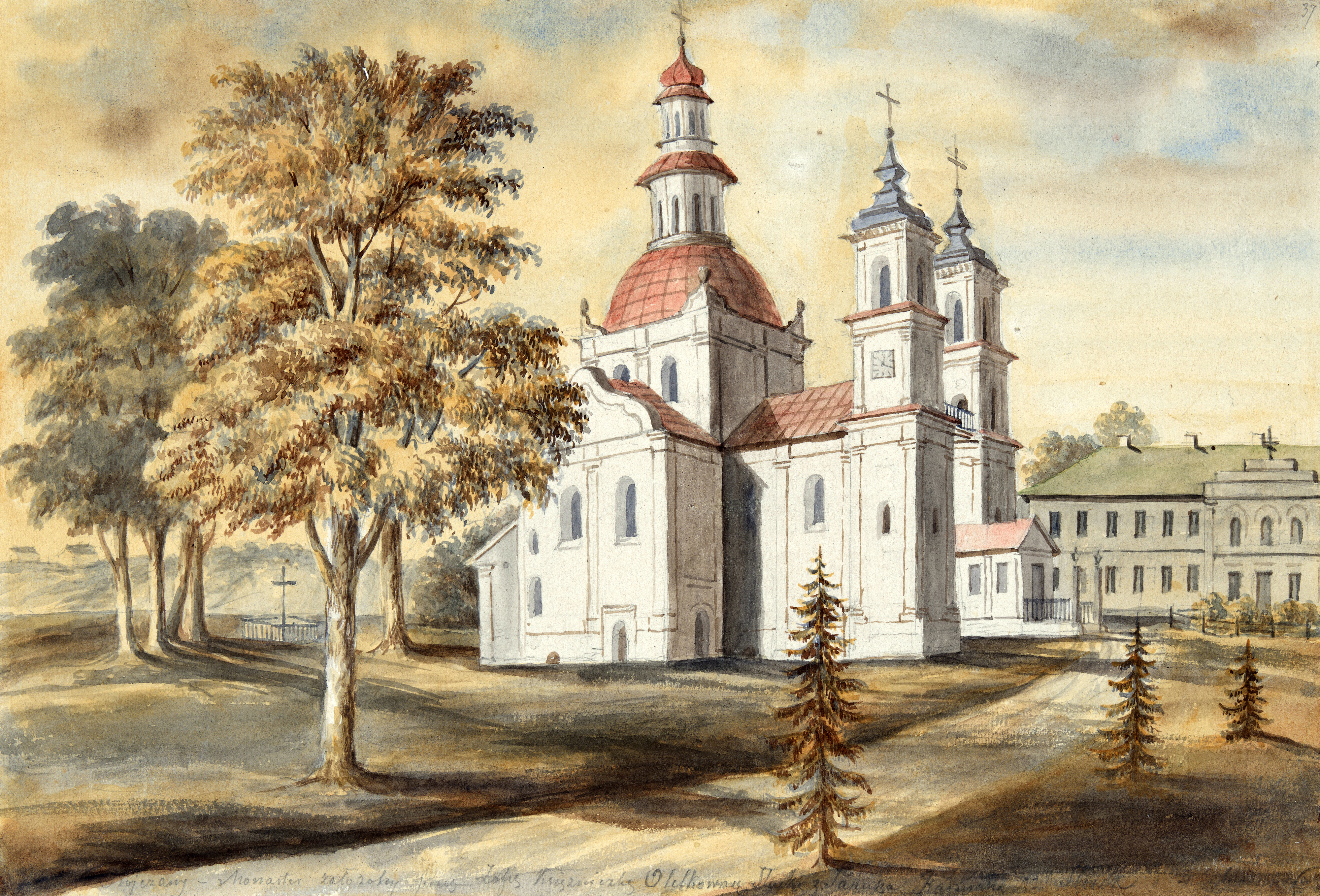
Klášter sv. Trojice (1864)

## Partnerská města
- Brovary, Ukrajina (1992)
- Frjazino, Rusko
- Ržev, Rusko
- Šeki, Ázerbájdžán (2009)
- Serpuchov, Rusko
- Sisian, Arménie
- Soroca, Moldavsko
- Wu-wej, Čína